# A Little Brother of the Rich (film 1919)
A Little Brother of the Rich è un film muto del 1919 diretto da Lynn Reynolds. La sceneggiatura è basata sul romanzo A Little Brother of the Rich di Joseph Medill Patterson che venne pubblicato a New York nel 1908. Il film è il remake di un precedente A Little Brother of the Rich di Otis Turner, uscito nel 1915.

## Trama

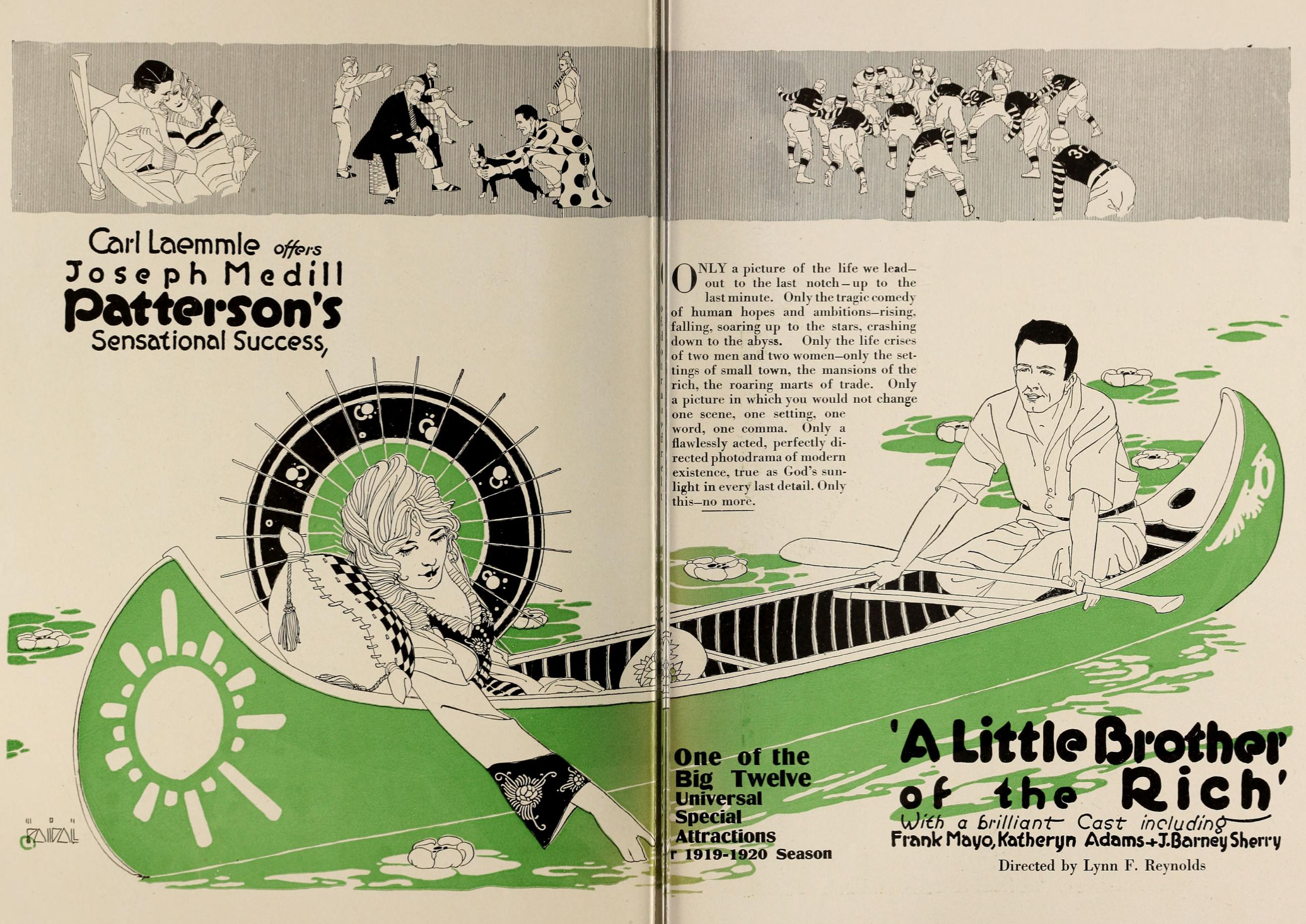
Pubblicità su Motion Picture News (9 agosto 1919)

Paul Potter, capitano della squadra di football di Yale, si fidanza con Sylvia Castle, una semplice ragazza di provincia. Ma, al ballo di fine corso, Sylvia si rende conto che lui è imbarazzato per la sua presenza ed è invece attratto dall'elegante Muriel Evers, una donna sposata. Così decide di rendergli la sua libertà, tornando nell'Indiana mentre Paul inizia una carriera di successo a Wall Street.
Passa qualche tempo. Il padre di Sylvia muore e lei conosce Henry Leamington, un attore alcolizzato che lei contribuisce a guarire e che la incoraggia a intraprendere la carriera di attrice. A New York, Sylvia rivede Paul: il matrimonio con Muriel è stato un disastro e lui si rende conto di amare ancora la sua ex fidanzata. Dopo la morte di Muriel in un incidente automobilistico, Paul e Sylvia potrebbero sposarsi. Ma lui non vuole come moglie un'attrice e offre a Sylvia di diventare la sua amante. La donna, finalmente, si rende conto del vero carattere di Paul e lo lascia definitivamente, accettando di sposare Henry.

## Produzione
Il film fu prodotto dall'Universal Film Manufacturing Company.

## Distribuzione
Il copyright del film, richiesto dalla Universal Film Mfg. Co., fu registrato il 24 luglio 1919 con il numero LP13993. 
Distribuito dall'Universal Film Manufacturing Company, il film uscì nelle sale cinematografiche statunitensi il 7 luglio 1919.
Non si conoscono copie ancora esistenti della pellicola che viene considerata presumibilmente perduta.